# Ърбана (Илинойс)
Вижте пояснителната страница за други значения на Урбана.
Ърба́на (на английски: Urbana [английско произношение: /ɜrˈbænə/]), с неправилна транскрипция Урбана, е град в Съединените американски щати, щата Илинойс, окръг Шампейн, административен център на окръга.
Градът има население от 37 362 жители според преброяването през 2000 г. Намира се в източната част на щата. Заема територия с площ от 30,83 км².
Той е седалище на щатския Университет на Илинойс в Ърбана-Шампейн, който има кампус и в съседния град Шампейн.
Ърбана се споменава във филмите „2001: Космическа одисея“ и „Някои го предпочитат горещо“.

## Личности
Родени в Ърбана
- Роджър Ибърт (1942 – 2013), кинокритик
- Робърт Холи (1922 – 1993), биохимик

Починали в Ърбана
- Майкъл Харт (1947 – 2011), основател на Проекта Гутенберг